# Enrique IV de Luxemburgo
Enrique IV (c. 1112– 14 de agosto de 1196), llamado el Ciego (l'Aveugle o der Blinde), fue conde de Luxemburgo de 1136 hasta su muerte y conde de Namur (como Enrique I) de 1139 hasta su abdicación en 1189. Era hijo de Godofredo I, conde de Namur y Ermesinda, hija de Conrado I de Luxemburgo.

## Biografía
Heredó los condados de La Roche y Durbuy de sus primos Enrique II de Durbuy y Enrique de Laroche. Cuando otro primo, Conrado II de Luxemburgo, murió recibió ese condado de manos del Emperador Lotario II, que así impidió su paso al conde francés de Grandpré. Al mismo tiempo heredó las advocacias de las abadías de Saint-Maximin en Tréveris y Saint-Willibrord en Echternach. Esta fue la causa  de muchos conflictos con Albero de Montreuil, arzobispo de Trier. Tres años más tarde, heredó Namur de su padre.
En 1141, ayudó a Alberon II, obispo de Lieja, a tomar Bouillon con Renaut I de Bar. En 1147, abandonó Saint-Maximin, pero lo recuperó a la muerte de Albero de Montreuil en 1152. El nuevo arzobispo, Hillin de Falmagne, intercambió los derechos sobre las abadías con la ciudad de Grevenmacher en 1155. En 1157, se casó con Laurette (d. 1175), hija de Teodorico de Alsacia, Conde de Flandes, y Margarita de Clermont. Se separaron en 1163. Sin descendencia, designó a su cuñado Balduino IV de Henao, esposo de su hermana Alice de Namur, como heredero. Cuando Balduino murió en 1171, nombró a Balduino V. Balduino V y Enrique llevaron a cabo dos guerras, en 1170 y 1172, con Enrique III de Limburgo.
En 1171, Enrique se casó nuevamente, esta vez con Agnes, hija de Enrique I, Conde de Güeldres y Agnes de Arnstein. Sin herederos, la repudió en 1184, pero cayó seriamente enfermo y volvió con ella. En septiembre de 1186, tuvieron una hija, Ermesinda. Este nacimiento puso en cuestión el plan de sucesión, ya que Enrique consideró su promesa a Balduino anulada. Enrique, entonces con 76 años, prometió su hija en matrimonio a Enrique II de Champaña. Balduino reclamó su herencia y se decidió entonces que Balduino heredaría Namur, Ermesinda heredaría Durbuy y La Roche, y Luxemburgo (fief masculin) revertiría al Imperio.
Los feudos fueron dispensados en 1189. Después de que el matrimonio concertado entre Ermesinda y el conde de Champán fuera cancelado, Enrique la prometió a Teobaldo I de Bar. Entró en guerra con Enrique de Limburgo y fue derrotado el 1 de agosto de 1194 en Noville-sur-Mehaigne. Murió dos años más tarde en Echternach.